# 細田衛士
細田 衛士（ほそだ えいじ、1953年 - ）は、日本の経済学者。慶應義塾大学名誉教授、中部大学名誉教授。慶應義塾大学経済学部長、大学院経済学研究科委員長、慶應義塾大学経済研究所所長等を歴任。専門は環境経済学、理論経済学。博士（経済学）（慶應義塾大学・2008年）。東京都出身。環境経済・政策学会の創設者の一人であり、環境経済学の国内における先駆者の一人である。

## 略歴
1977年慶應義塾大学経済学部卒業、1979年慶應義塾大学大学院経済学研究科修士課程修了。1980年慶應義塾大学経済学部助手、1982年慶應義塾大学大学院経済学研究科博士前期課程単位取得退学。1983年イギリス・マンチェスター大学にブリティッシュ・カウンシル・スカラーとして留学（-1985年）。1987年慶應義塾大学経済学部助教授、1994年同教授。2001年慶應義塾大学経済学部長。2008年博士（経済学）（慶應義塾大学）「環境制約と経済の再生産 : 古典派経済学的接近」。2014年慶應義塾大学経済研究所所長。2019年慶應義塾大学定年退職、中部大学経営情報学部教授。2020年東海大学副学長、政治経済学部教授。
1995年、京都大学の植田和弘、一橋大学の寺西俊一、北海道大学の吉田文和らともに、環境経済・政策学会を創設した。2010年同学会会長（-2012年）。このほか、リデュース・リユース・リサイクル推進協議会（会長）、東京都廃棄物審議会、茨城県リサイクル優良事業所認定審査会（委員長）、横浜市廃棄物減量化・資源化等推進審議会といった行政の委員会活動にも数多く参加している。現在は、自動車リサイクル促進センター理事長も務める。

## 主な受賞
- 1994年：義塾賞
- 2006年：環境省環境保全功労者賞
- 2009年：環境経済・政策学会学術賞
- 2016年：環境科学会 環境科学会学会賞

## 著書

### 単著
- 『グッズとバッズの経済学』（東洋経済新報社、1999年／第2版、2012年）
- 『環境制約と経済の再生産：古典派経済学的接近』（慶応義塾大学出版会、2007年）
- 『資源循環型社会：制度設計と政策展望』(慶応義塾大学出版会、2008年)
- 『環境と経済の文明史』（NTT出版、2010年）
- 『資源の循環利用とはなにか：バッズをグッズに変える新しい経済システム』（岩波書店、2015年）

### 編著
- 『資源循環型社会のリスクとプレミアム』（慶応義塾大学出版会、2009年）
- 『環境経済学』（ミネルヴァ書房、2012年）

### 共著
- （横山彰）『環境経済学』（有斐閣、2007年）

### 共編著
- （寺西俊一）『環境保全への政策統合』（岩波書店、2003年）
- （室田武）『循環型社会の制度と政策』（岩波書店、2003年）
- The economics of waste management in East Asia, co-edited with Masashi Yamamoto, London: Routledge, 2016.
- （大沼あゆみ）『環境経済学の政策デザイン：資源循環・低炭素・自然共生』（慶応義塾大学出版会、2019年）

### 訳書
- ジェフリー・ヒール『はじめての環境経済学』（大沼あゆみ・赤尾健一と共訳、東洋経済新報社、2005年）